# Liste der Monuments historiques in Hanvec
Die Liste der Monuments historiques in Hanvec führt die Monuments historiques in der französischen Gemeinde Hanvec auf.

## Liste der Bauwerke
| Bezeichnung                           | Beschreibung | Standort | Kennzeichnung | Schutzstatus | Datum | Bild |
| ------------------------------------- | ------------ | -------- | ------------- | ------------ | ----- | ---- |
| Brunnen und Calvaire von Saint-Conval |              | (Lage)   | PA00090002    | Inscrit      | 1956  |      |

## Liste der Objekte
- Monuments historiques (Objekte) in Hanvec in der Base Palissy des französischen Kultusministeriums